# FAIRWAY
『FAIRWAY』（フェアウェイ）は、1978年10月5日に発売されたオフコース通算6作目のオリジナル・アルバム。

## 解説
前作『JUNKTION』以降、レコーディング及びライブでは既に5人組のグループとして活動していたが、正式クレジット上は2人組としての最後のアルバムとなる。レコーディングは春のコンサート・ツアーと平行して行われたため、約3か月の期間を要した。このツアーの間には、シリーズ・コンサート“オフコースの小さな部屋 Vol.8 –78年度オフコース大賞–”が同シリーズの最終回として4月5日、渋谷公会堂で行われた。
清水仁、大間ジロー、松尾一彦の3人は正式メンバーではなかったが、当初からバック・ミュージシャンとしては紹介されず、“2人がいて、そこに集まって出来たバンドは全部オフコース”という意識のもとに活動を共にした。そして『FAIRWAY』制作を機に、5人メンバーであることを前面に出すか否かが検討された。その結果、オフコースという名前で縛るより、お互いの持つ緊張感を大切にしたいと5人の意見は一致し、この時点では見合わせることになった。この方針について小田は「一人一人の分担を決めることは発展性がないし、“あとは自分の努力に任せる”くらいの余裕を、グループ全体に作っておくのがいいと思う」と語っていた。
アルバムリリース当時のインタビューで、このアルバムで特別に今までとは違った意味でねらったことはあるかとの問いに小田は「わりとオーソドックスな感じで作ったので、ステージ映えするということと、のれる感じを意識して、1回聴いただけで辻褄が合うような意識でやってみた」と答え、また、このアルバムでメインになる曲はとの問いには鈴木が「『あなたのすべて』がシングルで出ているのでそれがメインかな。僕らの場合、シングルはあんまり出なくてアルバムが一つのイメージとして出るようにと考えている」と答えている。
アルバム・タイトルは当時彼らが始めたゴルフ用語から取られたが、武藤敏史によれば「78年春より、オフコースはいよいよ爆発するぞという確実な手ごたえを感じ始めた僕らは、もうCMだなんだと売るための小細工は一切必要ない。あとはただ音楽のフェアウェイを進んでいけばいいのだ、という考えをそのまま生かしてこのアルバムのタイトルも生まれた」と振り返っている。
A-2「美しい思い出に」は、後に鈴木がアルバム『BeSide』にてアカペラによるリアレンジでセルフ・カヴァーした。解説で鈴木は「トム・スコットのサウンドをねらって、AOR路線を意識したアレンジだったが、当時の音を聞くと、なにか背伸びして精いっぱいやっているように聞こえる」と書いている。B-1「夏の終り」は、後に小田がアルバム『LOOKING BACK』で歌い出しのサビを省略したアレンジでセルフ・カヴァーしている。また曲名のクレジットはないが、B-5「心さみしい人よ」の後に「いつもいつも」が収録されている。同曲は次作『Three and Two』のほか、ライブ・ビデオ『OFF COURSE TOUR 1987 as close as possible』にも収録された。

## 収録曲

### SIDE A
1. あなたのすべて
小田和正  作詞・作曲
2. 美しい思い出に
鈴木康博  作詞・作曲・ホーンセクション編曲
3. いつもふたり
小田和正  作詞・作曲
4. 夢
鈴木康博  作詞・作曲
5. この空にはばたく前に
鈴木康博  作詞・作曲

### SIDE B
1. 夏の終り
小田和正  作詞・作曲・ストリングス編曲
2. 季節は流れて
鈴木康博  作詞・作曲
3. 失恋のすすめ
鈴木康博  作詞・作曲・ブラスセクション編曲
4. 去っていった友へ —T氏に捧げる—
小田和正  作詞・作曲
5. 心さみしい人よ
小田和正  作詞・作曲

歌・編曲 : オフコース

## クレジット
| Keyboards & Flute KAZUMASA ODA        |  | Guitars & Percussions YASUHIRO SUZUKI |
| Electric Bass HITOSHI SHIMIZU         |  |                                       |
| Drums & Percussions HITOSE “Jiro” OMA |  |                                       |
| Harmonica & Guitars KAZUHIKO MATSUO   |  |                                       |

|                                                                                |
| Produced by TOSHIFUMI MUTOH KAZUMASA ODA, YASUHIRO SUZUKI                      |
| Arranged by OFF COURSE                                                         |
| Recording & Mixing Engineered by RYOJI HACHIYA                                 |
| Assistant Engineer KENICHI YAMAGUCHI SUSUMU MERA (FREEDOM STUDIO)              |
| Graphic Concept, Design & Photography ISSEY “Sportsman” KOGURE                 |
|                                                                                |
| Recorded at TOSHIBA EMI STUDIO 1 & FREEDOM STUDIO from May 6 to July 30, 1978. |
| Remixed at TOSHIBA EMI MIXDOWN ROOM                                            |

## TOCT-25638, TOCT-95038

### 解説
2005年、レコード・デビュー35周年にあわせ“オリジナル・アルバム15タイトル紙ジャケット・シリーズ”としてエキスプレス・レーベル在籍中のオリジナル作品がリイシュー。24ビット・デジタル・リマスタリング、オリジナルLP装丁を復刻した紙ジャケット仕様にてリリースされた。2009年にはSHM-CDフォーマット、通常のプラ・ケース仕様で再発された。

### 収録曲
1. あなたのすべて
2. 美しい思い出に
3. いつもふたり
4. 夢
5. この空にはばたく前に
6. 夏の終り
7. 季節は流れて
8. 失恋のすすめ
9. 去っていった友へ —T氏に捧げる—
10. 心さみしい人よ

### クレジット
- リマスタリング・エンジニア：行方洋一
- ジャケット資料協力：喜多雅美 (サウンドステーション)
- ライナーノーツ：田家秀樹

## リリース履歴
| #  | 発売日         | リリース                                 | 規格   | 品番       | 備考 |
| -- | -------------- | ---------------------------------------- | ------ | ---------- | --- |
| 1  | 1978年10月5日  | エキスプレス ⁄ 東芝EMI                   | LP     | ETP-80040  | |
| 1  | 1978年10月5日  | エキスプレス ⁄ 東芝EMI                   | CT     | ZT25-280   | カセット同時発売。                                                                                          |
| 2  | 1983年11月21日 | エキスプレス ⁄ 東芝EMI                   | CD     | CA35-1056  | 初CD化（以降全てアーティスト非監修による再発）。                                                            |
| 3  | 1985年9月28日  | エキスプレス ⁄ 東芝EMI                   | CD     | CA32-1162  | 品番および価格改定。                                                                                        |
| 4  | 1987年7月5日   | エキスプレス ⁄ 東芝EMI                   | CD     | CA25-1486  | オリジナル・アルバム+ボーナス・ディスクの12枚組CD-BOX『OFF COURSE BOX』(CA25-1480~1490)の中の1枚。          |
| 4  | 1987年7月5日   | エキスプレス ⁄ 東芝EMI                   | CT     | ZH22-1856  | オリジナル・アルバム+ボーナス・カセットの12本組カセットBOX『OFF COURSE BOX』(ZH22-1850-60)の中の1本。       |
| 5  | 1991年6月7日   | エキスプレス ⁄ 東芝EMI                   | CD     | TOCT-6207  | |
| 6  | 1992年6月24日  | エキスプレス ⁄ 東芝EMI                   | CD     | TOCT-6941  | 音蔵シリーズでの再発。                                                                                      |
| 7  | 1998年2月25日  | エキスプレス ⁄ 東芝EMI                   | CD     | TOCT-10089 | Q盤シリーズでの再発。                                                                                       |
| 8  | 1998年11月18日 | エキスプレス ⁄ 東芝EMI                   | CD     | TOCT-10547 | オリジナル・アルバム+ライブ・アルバム全13タイトルの14枚組CD-BOX『OFF COURSE BOX』(TOCT-10542~55)の中の1枚。 |
| 9  | 2001年11月28日 | エキスプレス ⁄ 東芝EMI                   | CD     | TOCT-10777 | スーパーリマスタリングシリーズでの再発。                                                                    |
| 10 | 2005年3月24日  | エキスプレス ⁄ 東芝EMI                   | CD     | TOCT-25638 | 紙ジャケット仕様。24ビット・デジタル・リマスタリング音源による再発。                                        |
| 11 | 2009年1月21日  | エキスプレス ⁄ EMIミュージック・ジャパン | SHM-CD | TOCT-95038 | |